# Ulak Buntar
Ulak Buntar is een bestuurslaag in het regentschap Ogan Komering Ulu van de provincie Zuid-Sumatra, Indonesië. Ulak Buntar telt 2351 inwoners (volkstelling 2010).